# Jean-Baptiste Volfius
Jean-Baptiste Volfius, né en 1734 à Dijon, et mort le 8 février 1822 dans cette même ville, est un prélat catholique français, évêque constitutionnel de la Côte-d'Or.

## Biographie
Jean-Baptiste Volfius est né le 7 avril 1734, à Dijon, en Bourgogne. Il est le fils d'un procureur au parlement de Dijon. Il est le frère aîné d'Alexandre-Eugène Volfius (1743-1805), député du tiers état du bailliage de Dijon aux états généraux.
Il est jésuite jusqu'à la suppression de la compagnie de Jésus. Puis il devient professeur de rhétorique au collège de Dijon.
Il est partisan de la Révolution française ; il prononce le 18 mai 1790, un discours à la cérémonie du serment fédéral des députés des départements.
Il devient, à la suite de l'émigration de René des Monstiers de Mérinville, évêque réfractaire de Dijon, l'évêque constitutionnel de la Côte-d'Or. Il occupe ce ministère jusqu'en 1801.
Parallèlement à son épiscopat, Volfius est membre de l'Académie des sciences, arts et belles-lettres de Dijon, à laquelle il a laissé plusieurs écrits, notamment deux ouvrages, Rhétorique françoise à l'usage des collèges ... (1781) et Instruction pastorale de M. l'évêque de la Côte-d'Or (1790), et deux discours, Discours prononcé à la bénédiction des drapeaux de MM. les volontaires-artilleurs de la Garde nationale de Dijon, dans l'église Sainte-Bénigne, le 4 décembre 1789 (1789) et Discours prononcé le 18 mai 1790, à la cérémonie du serment fédéral prêté, sous les murs de Dijon, par MM. les députés des départemens (1790).